# Masdache
Masdache est un hameau de la commune de Tias, à Lanzarote dans les Îles Canaries. 

## Le village
Le village est situé dans le centre de l'île au nord de La Geria.